# رمز انیگما
رمز انیگما (لهستانی: Sekret Enigmy) یک فیلم تاریخی لهستانی است که در سال ۱۹۷۹ منتشر شد.
این فیلم دربارهٔ سه ریاضی‌دان لهستانی است که در جریان جنگ جهانی دوم موفق به رمزگشایی ماشین انیگما شدند.

## بازیگران
- تادئوش بروفسکی در نقش ماریان ریفسکی
- پیوتر فرونچوسکی در نقش یژی روژیتسکی
- پیوتر گارلیتسکی در نقش هنریک زیگالسکی
- تادئوش پلوچینسکی
- یانوش زاکژینسکی
- امیل کاراویچ
- استانیسواف میکولسکی
- استانیسواف زاچیک
- اِوا بوروویک
- هالینا گولانکو
- مارچین ترونسکی
- آندژی شچپکوفسکی
- آئوگوست کوالچیک
- آندژی کراشیتسکی
- یژی کاماس
- ووجیمیش بدنارسکی
- ائوگنیوش کامینسکی
- دامیان دامینتسکی
- کشیشتف کوئوباشوک